# Modou Sougou
Modou Sougou (Fissel, 18 de dezembro de 1984) é um futebolista senegalês que joga habitualmente como avançado.

## Carreira
Em Junho de 2008 assinou um contrato de três temporadas com a Académica.
No Verão de 2011 mudou-se para os romenos do Cluj onde irá reencontrar Jorge Costa que já o tinha treinado na Académica
Ibrahima Faye integrou o elenco da Seleção Senegalesa de Futebol no Campeonato Africano das Nações de 2008.